# Tip 10 (tanc)
Type 10 este un tanc principal de luptă japonez construit de Mitsubishi Heavy Industries.